# Aulonothroscus rugosiceps
Aulonothroscus rugosiceps là một loài bọ cánh cứng trong họ Throscidae. Loài này được Schaeffer miêu tả khoa học năm 1916.